# 梅斯普莱德
梅斯普莱德（法語：Mesplède，法語發音：[mɛsplɛd]）是法国大西洋比利牛斯省的一个市镇，属于波城区。

## 地理
梅斯普莱德（43°29'37.71"N, 0°39'34.81"W）面积11.47 平方千米，位于法国新阿基坦大区大西洋比利牛斯省，该省份为法国东南部省份，涵盖了贝阿恩与北巴斯克，西临大西洋比斯開灣，北至朗德省，东北接热尔省，东临上比利牛斯省，南与西班牙接壤。
与梅斯普莱德接壤的市镇（或旧市镇、城区）包括：阿尔泰兹德贝阿恩、巴朗桑、阿热托班、拉卡代、索德纳瓦耶、阿尔加尼翁。

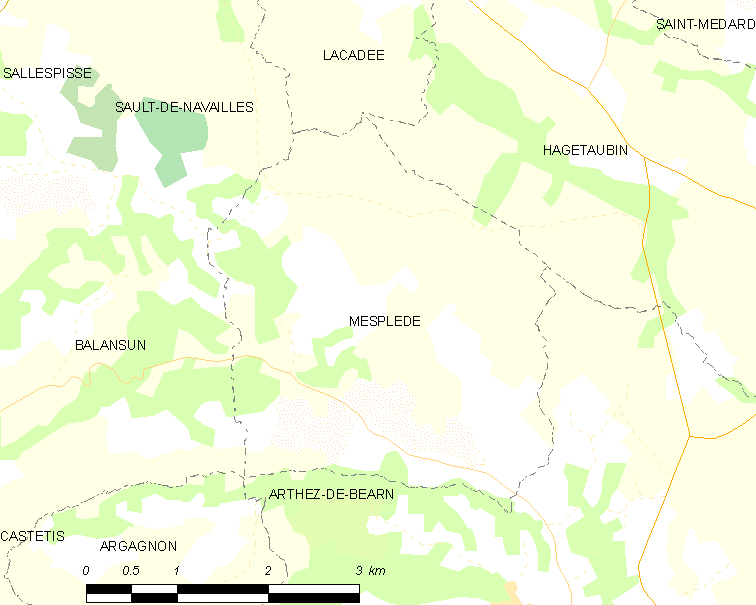
梅斯普莱德的OSM定位图

梅斯普莱德的时区为UTC+01:00、UTC+02:00（夏令时）。

## 行政
梅斯普莱德的邮政编码为64370，INSEE市镇编码为64382。

## 政治
梅斯普莱德所属的省级选区为阿尔蒂克斯和苏贝斯特尔地区县。

## 人口

1962-2008年间梅斯普莱德人口变化图示

梅斯普莱德于2022年1月1日时的人口数量为328人。